# 問屋街
問屋街（とんやがい）は、問屋が集中して形成された街の一帯を表す言葉である。歴史的な伝統のある町では、築城に前後して城下町を整備する時に、江戸幕府や諸藩が職人・商人を一カ所に集住させて以来の伝統を持つ町や、太平洋戦争直後の闇市の名残りなど、成立背景は様々である。消費者への小売りに応じたり、品揃えの豊富さや物珍しさから外国人を含む観光客が多く訪れたりする地域・店も多い。

## 代表的な問屋街
- 札幌
  - 札幌駅北東部（東区） - 総合卸。

- 仙台
  - 卸町 - 食料品、生活雑貨、繊維、建材、金属など総合卸団地。
- 福島
  - 福島市鎌田町（卸町駅周辺） - 総合卸。
- 東京
  - 大森海苔問屋街 - かつて海苔漁が盛んだった大田区大森は約70の海苔問屋が営業している。問屋通りでは無く、町中に多くの問屋が散在しているのが特徴。
  - かっぱ橋問屋街 - 調理・厨房用品、食材、衣装、食品サンプルでは日本最大の道具街。「合羽」であり「河童」ではない。
  - 日本橋横山町・馬喰町問屋街 - 現金問屋街。衣服･アクセサリー関係など多数。
  - 日本橋本町 - 薬問屋。現在でも日本を代表する製薬会社の本社が集積している。
  - 繊維問屋街（東神田・岩本町） - 江戸時代、神田川沿いに古着屋が並んだ歴史から衣料品問屋が集まっている。衣類以外の日用品も含めて小売りを行う「ファミリーバザール」が年2回開かれる[1]。
  - 浅草橋問屋街 - 人形、玩具、ビーズ、模型から文具、生活雑貨など。
  - 日暮里駄菓子問屋街 - かつて駄菓子を扱っていたが、現在は再開発によって消滅。
  - 日暮里繊維街 - 80軒以上[2]。生地や布地、皮革、ボタン、手芸用品、布地・皮革など。

- 名古屋
  - 長者町繊維問屋街[3] - 繊維製品。
  - 明道町（めいどうちょう） - 駄菓子、玩具、人形など。

- 京都
  - 室町通 - 京呉服。

- 大阪
  - 船場　丼池 - 繊維・衣料品・服飾雑貨など。
    - 心斎橋筋（繊維・衣料品）、南久宝寺町（服飾雑貨）、船場センタービル（衣料品・舶来品）に特に集積。

  - 道修町 - 薬問屋。現在でも製薬会社が多く立地。
  - 大阪船場繊維卸商団地（箕面船場）。
  - 堀江 - 家具。
  - 松屋町 - 玩具、人形（雛人形、五月人形）、駄菓子など。通称「まっちゃまち」。
  - 立売（いたち）堀 - 機械・工具。
  - せともの町問屋街（阿波座） - 陶器。
  - 千日前道具屋筋商店街- 調理・厨房用品。